# Misa Egučiová
Misa Egučiová, japonsky: 江口 実沙, (* 18. dubna 1992 Ogóri (小郡), Fukuoka) je japonská profesionální tenistka. Ve své dosavadní kariéře na okruhu WTA Tour nevyhrála žádný turnaj. V rámci okruhu ITF získala do března 2017 šest titulů ve dvouhře a pět ve čtyřhře.
Na žebříčku WTA byla ve dvouhře nejvýše klasifikována v září 2016 na 109. místě a ve čtyřhře pak v listopadu 2014 na 185. místě.

## Tenisová kariéra
V rámci hlavních soutěží událostí okruhu ITF debutovala v květnu 2008, když na turnaj v Naganu s dotací 25 tisíc dolarů obdržela divokou kartu. V úvodním kole podlehla krajance Mari Tanakové, když na ni uhrála jen dva gamy. Premiérový titul v této úrovni tenisu vybojovala během dubna 2013 na bangkocké události s rozpočtem deset tisíc dolarů. Ve finále přehrála Číňanku Lu Ťia-ťing.
V singlu okruhu WTA Tour debutovala na zářijovém Toray Pan Pacific Open 2011 v Tokiu. Na úvod kvalifikace podlehla krajance Erice Semaové. Hlavní soutěž dvouhry si pak poprvé zahrála na červencovém Baku Cupu 2014, kde po zvládnuté kvalifikaci postoupila do čtvrtfinále. Na její raketě zůstaly třetí nasazená Magdaléna Rybáriková a poté Urszula Radwańská. Mezi poslední osmičkou hráček ji vyřadila Srbka Bojana Jovanovská.
Debut v kvalifikační soutěži nejvyšší grandslamové kategorie zaznamenala v singlu Australian Open 2012. V prvním kole nenašla recept na italskou hráčku Annu Florisovou po třísetovém průběhu.
V rámci série WTA 125 odešla v sezóně sezóně 2016 jako poražená finalistka z dvouhry Dalian Women's Tennis Open v čínském Ta-lienu. V závěrečném střetnutí turnaje skrečovala během třetí sady Kristýně Plíškové. Již v roce 2014 prohrála v páru Eri Hozumiové finále čtyřhry čínské události Suzhou Ladies Open v Su-čou. V soutěži zvítězila tchajwanská dvojice Čan Ťin-wej a Čuang Ťia-žung.
Na Asijských hrách 2014 získala pro Japonsko dvě bronzové medaile, jako členka týmové soutěže a z dvouhry, kde ji v semifinále zastavila pozdější vítězka Wang Čchiang.

## Finále na okruhu WTA Tour

### Finále série WTA 125
| Legenda                  |
| ------------------------ |
| D – dvouhra; Č – čtyřhra |
| WTA 125 (0–1 D; 0–1 Č)   |

#### Dvouhra: 1 (0–1)
| Stav       | č. | datum         | turnaj       | povrch | soupeřka ve finále | výsledek      |
| ---------- | -- | ------------- | ------------ | ------ | ------------------ | ------------- |
| Finalistka | 1. | 11. září 2016 | Ta-lien, ČLR | tvrdý  | Kristýna Plíšková  | 5–7, 6–4, 5–2 |

#### Čtyřhra: 1 (0–1)
| Stav       | č. | datum        | turnaj      | povrch | spoluhráčka   | soupeřky ve finále         | výsledek         |
| ---------- | -- | ------------ | ----------- | ------ | ------------- | -------------------------- | ---------------- |
| Finalistka | 1. | 1. září 2014 | Su-čou, ČLR | tvrdý  | Eri Hozumiová | Čan Ťin-wej Čuang Ťia-žung | 1–6, 6–3, [7–10] |

## Finále na okruhu ITF
| Dotace turnajů okruhu ITF | Dotace turnajů okruhu ITF |
| ------------------------- | ------------------------- |
| 100 000 $ tournaments     | 80 000 $ tournaments      |
| 75 000 $ tournaments      | 60 000 $ tournaments      |
| 50 000 $ tournaments      | 25 000 $ tournaments      |
| 15 000 $ tournaments      | 10 000 $ tournaments      |

### Dvouhra: 11 (6–5)
| Stav       | č. | datum             | turnaj                | povrch  | soupeřka ve finále     | výsledek      |
| ---------- | -- | ----------------- | --------------------- | ------- | ---------------------- | ------------- |
| Vítězka    | 1. | 25. dubna 2011    | Bangkok, Thajsko      | tvrdý   | Lu Ťia-ťing            | 6–1, 6–1      |
| Vítězka    | 2. | 16. května 2011   | Karuizawa, Japonsko   | koberec | Rika Fudžiwarová       | 6–3, 6–3      |
| Finalistka | 1. | 6. června 2011    | Tokio, Japonsko       | tvrdý   | Akiko Omaeová          | 3–6, 4–6      |
| Finalistka | 2. | 5. září 2011      | Noto, Japonsko        | koberec | Tamaryn Hendlerová     | 6–7(4–7), 1–6 |
| Finalistka | 3. | 3. září 2012      | Noto, Japonsko        | tráva   | Kazusa Itóová          | 2–6, 4–6      |
| Finalistka | 4. | 25. února 2013    | Sydney, Austrálie     | tvrdý   | Wang Ja-fan            | 2–6, 0–6      |
| Vítězka    | 3. | 27. ledna 2014    | Burnie, Austrálie     | tvrdý   | Jelizaveta Kuličkovová | 4–6, 6–2, 6–3 |
| Vítězka    | 4. | 24. února 2014    | Port Pirie, Austrálie | tvrdý   | Hiroko Kuwatová        | 6–1, 6–2      |
| Finalistka | 5. | 21. dubna 2014    | Soul, Jižní Korea     | tvrdý   | Misaki Doiová          | 1–6, 6–7(3–7) |
| Vítězka    | 5. | 12. října 2015    | Toowoomba, Austrálie  | tvrdý   | Susanne Celiková       | 7–6(8–6), 7–5 |
| Vítězka    | 6. | 9. listopadu 2015 | Bendigo, Austrálie    | tvrdý   | Hiroko Kuwatová        | 7–6(7–5), 6–3 |

### Čtyřhra: 8 (5–3)
| Stav       | č. | datum             | turnaj               | povrch | spoluhráčka     | soupeřky ve finále                       | výsledek                 |
| ---------- | -- | ----------------- | -------------------- | ------ | --------------- | ---------------------------------------- | ------------------------ |
| Finalistka | 1. | 27. června 2011   | Pattaya, Thajsko     | tvrdý  | Akiko Omaeová   | Liang Čchen Čao I-ťing                   | 3–6, 4–6                 |
| Finalistka | 2. | 7. května 2012    | Fukuoka, Japonsko    | tráva  | Akiko Omaeová   | Monique Adamczaková Stephanie Bengsonová | 4–6, 4–6                 |
| Vítězka    | 1. | 25. února 2013    | Sydney, Austrálie    | tvrdý  | Mari Tanaková   | Tamara Čurovićová Wang Ja-fan            | 4–6, 7–5, [10–8]         |
| Finalistka | 3. | 1. července 2013  | Waterloo, Kanada     | antuka | Eri Hozumiová   | Gabriela Dabrowská Sharon Fichmanová     | 6–7(6–8), 3–6            |
| Vítězka    | 2. | 30. prosince 2013 | Hongkong, ČLR        | tvrdý  | Eri Hozumiová   | Zarina Dijasová Čang Ling                | 6–4, 6–2                 |
| Vítězka    | 3. | 17. února 2014    | Salisbury, Austrálie | tvrdý  | Miki Mijamurová | Jang Su-jeong Lee So-ra                  | 6–2, 6–2                 |
| Vítězka    | 4. | 12. října 2015    | Toowoomba, Austrálie | tvrdý  | Eri Hozumiová   | Veronica Corningová Jessica Wacniková    | 4–6, 7–5, [10–5]         |
| Vítězka    | 5. | 2. listopadu 2015 | Canberra, Austrálie  | tvrdý  | Eri Hozumiová   | Lauren Embreeová Asia Muhammadová        | 7–6(15–13), 1–6, [14–12] |